# Cửa sông Dnepr–Bug
Cửa sông Dnepr–Bug (tiếng Ukraina: Дніпровсько-Бузький лиман) là một cửa sông mở, hay còn gọi là liman, của hai sông Dnepr (Dnipro) và Nam Bug (Nam Buh). Cửa sông nằm tại vùng bờ biển phía bắc biển Đen, tách khỏi biển do mũi nhô Kinburn và mũi Ochakiv.

## Mô tả

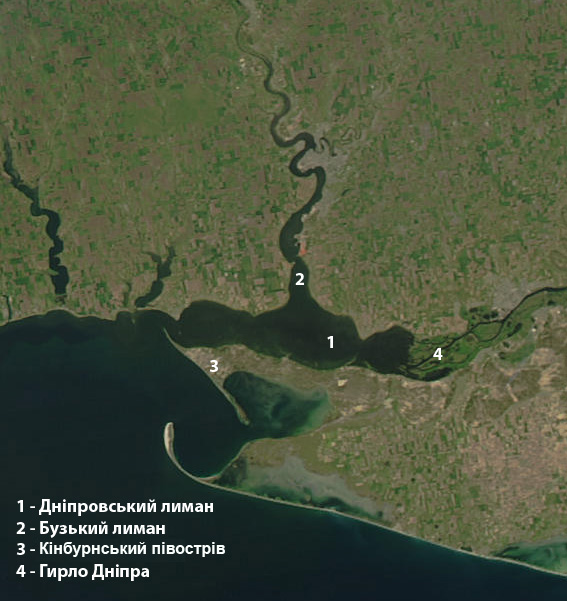
1 – cửa sông Dnepr; 2 – cửa sông Nam Bug; 3 – bán đảo Kinburn; 4 – cửa sông Dnepr

Cửa sông gồm hai phần: Cửa sông Dnepr dài 55 km và rộng 17 km, và cửa sông Bug dài 47 km và rộng 5–11 km. Độ sâu trung bình là 6–7 mét (20–23 ft) và độ sâu tối đa là 22 mét (72 ft).
Vùng cửa sông nằm trên lãnh thổ của các tỉnh Kherson và Mykolaiv của Ukraina. Bờ phía nam cửa cửa sông là bờ cát thấp; bờ phía bắc phần lớn là bờ dốc cao (đến 20–35 m), cấu tạo từ đá sét-cát, một số khu vực có các mũi nhô hình thành từ cát và vỏ sò. Vùng đáy gần cầu cảng có nhiều cát, ở vùng nước sâu được bao phủ bởi lớp bột mùn-cát.
Lưu lượng dòng chảy ở cửa sông bao gồm dòng chảy của sông Dnepr - 93,5%; Nam Bug - 5,7%; Inhul - 0,5%; Inhulets - 0,3%.

## Đặc điểm
Độ mặn trung bình của nước tại cửa sông Dnepr-Bug là 3,6 ‰ (trước khi xây dựng hồ chứa nước Kakhovka là khoảng 2 ‰). Tuy nhiên, ở các khu vực khác nhau của cửa sông, tùy thuộc vào ưu thế của khối lượng nước ngọt hoặc nước biển, độ mặn sẽ khác nhau: Khu vực phía đông (vùng Dnepr) là 1-3,3‰ (đôi khi ít hơn 1‰ -Khi có lượng nước chảy đáng kể từ hồ chứa nước Kakhovka), vùng cửa sông Bug là từ 2-10‰.
Các chỉ số độ mặn cao nhất là trong giai đoạn từ tháng 7 đến tháng 12, khi lượng nước chảy từ hồ chứa nước Kakhovka giảm đi. Nước Biển Đen xâm nhập vào cửa sông qua phần đáy là điểm đặc trưng (độ mặn trung bình hàng năm của lớp đáy là 4,3 ‰).
Cửa sông này quan trọng đối với giao thông, giải trí và đánh bắt cá. Cảng quan trọng nhất là Ochakiv.

## Sinh thái
Khoảng 25-30% dòng chảy hàng năm của Dnepr và Nam Bug được sử dụng để tưới tiêu và cung cấp nước khác, điều này làm tăng độ mặn của vùng nước cửa sông. Kết quả là sự xấu đi của điều kiện sống và sinh sản của một số loại cá có tính thương mại, cũng như đến đời sống của các loài thực vật phù du và động vật phù du trên sông.
Phần tàn tích của thảm thực vật chết không còn được đưa ra khỏi bể chứa, bắt đầu tích tụ và thối rữa, làm giảm hàm lượng oxy, đồng thời làm xấu đi điều kiện sống của cá, đặc biệt là cá con của chúng.
Ngoài ra còn có sự suy giảm thành phần hóa học của nước, bắt nguồn từ nước thải công nghiệp và sinh hoạt được xả ra mà không được xử lý hoặc được xử lý kém, làm xấu đi đáng kể chế độ khí của hồ chứa.
Để bảo tồn tính chất tự nhiên của cửa sông, các hành động đã được thực hiện là thêm lượng nước được xả ra từ hồ chứa nước Kakhovka, củng cố và phủ xanh vùng bờ. Một phần diện tích mặt nước của cửa sông Dnepr-Bug nằm trong Khu dự trữ sinh quyển Biển Đen.

## Sự kiện lịch sử
Cửa sông từng là một chiến trường hải chiến trong Chiến tranh Nga-Thổ Nhĩ Kỳ (1787–92). Ochakiv bị bao vây là một sự kiện then chốt trong cuộc chiến, và các trận đánh hải chiến  – có sự tham gia của đội tàu Dnepr, hạm đội nước sâu của John Paul Jones, và hải quân Ottoman – gồm có trận đánh thứ nhất tại cửa sông vào ngày 7 tháng 6  năm 1788, và trận thứ hai tại cửa sông vào ngày 16-17 tháng 6.

## Dấu mốc
Các tàn tích của thuộc địa Hy Lạp cổ đại Olvia Pontic nằm tại bờ hữu của sông Nam Bug, bờ hữu của cửa sông.
Một đảo nhân tạo thường bị nhầm lẫn với đảo Berezan, nhưng thực ra là đảo Pervomaisky.